# Cometa rasante
Um cometa rasante é um cometa que passa muito perto do Sol no periélio - algumas vezes a poucos milhares de quilômetros da superfície do Sol. Enquanto pequenos cometas rasantes são evaporados completamente durante uma aproximação ao Sol, cometas rasantes maiores podem sobreviver a muitas passagens pelo periélio. Entretanto, a forte evaporação e forças de maré que eles experimentam geralmente causam sua fragmentação.